# Adam Bžoch
Adam Bžoch, CSc. (Bratislava, 22 maart 1966) is een Slowaakse literatuurwetenschapper, germanist en een zeer actieve vertaler van Nederlandstalige literatuur in Slowakije.

## Biografie
Bžoch is op 22 maart 1966 in Bratislava geboren als jongste van de twee kinderen van de literaire criticus, publicist en vertaler Jozef Bžoch en de redactrice en vertaalster Perla Bžochová. Zijn oudere zus Jana Bžochová-Wild is ook vertaalster.
Hij studeerde aan middelbare scholen in Bratislava en Banská Štiavnica. Na het gymnasium studeerde hij germanistiek en neerlandistiek aan de Karl Marx Universiteit in Leipzig (1984-1989). Vanaf 1989 werkte hij als wetenschappelijk aspirant bij het Instituut voor de Wereldliteratuur van de Slowaakse Academie der Wetenschappen in Bratislava, waaraan hij sinds 1996 verbonden is als wetenschapper. Hij was ook redacteur van de tijdschriften Tvorba T (1990-1991) en Slovenské pohľady (1991 - 1993) en extern redacteur van de bijlage van de Slowaakse krant SME en hoofdredacteur van Studia Slavica (1999).
In 1995 verdedigde Bžoch zijn proefschrift over Walter Benjamin en de reflexie van de esthetische moderniteit. Tussen 1996 en 1999 doceerde hij geschiedenis van de Nederlandstalige literatuur van de 20e eeuw en een vertaalcollege Nederlandstalige literatuur bij de leerstoel Germanistiek, Neerlandistiek en Scandinavistiek aan de Filosofische Faculteit van de Comenius Universiteit in Bratislava. In 2002 zette hij zich in voor de oprichting van het Nederlands lectoraat bij de Leerstoel Germanistiek aan de Filosofische Faculteit van de Katholieke Universiteit in Ružomberok waar hij werkt en tegelijkertijd is hij ook directeur van het Instituut voor de Wereldliteratuur bij de Slowaakse Academie van Wetenschappen.

## Werken
- Walter Benjamin a estetická moderna (Walter Benjamin en de reflexie van de esthetische moderniteit. Veda a Ústav svetovej literatúry SAV, 1999)
- Signály z diaľky (Signalen van veraf. Kalligram, 2004)
- Psychoanalýza na periférii (Psychoanalyse aan de periferie. Kalligram, 2007)
- Krátke dejiny nizozemskej literatúry (Korte geschiedenis van de Nederlandstalige literatuur. Katolícka univerzita v Ružomberku, 2010)
- Holandské portréty (Nederlandse portretten. Kalligram, 2010)

## Vertaalactiviteit
Adam Bžoch houdt zich bezig met vertalingen uit de Duitse en Nederlandse taal. Uit het Nederlands begon hij, na het overlijden van zijn voorganger Júlia Májeková te vertalen in de periode dat hij werkzaam was als wetenschappelijk aspirant bij Slowaakse Academie van Wetenschappen in Bratislava. Hij vertaalt voornamelijk werken uit de Noord-Nederlandstalige literatuur, waarbij het interbellum zijn favoriete periode is. Hij is auteur van de Slowaakse vertaling van het dagboek van Anne Frank, waarvoor hij in 1997 de Ján Hollý-prijs (orig. Cena Jána Hollého, Slowaakse prijs voor literaire vertalingen) ontving. Hij heeft ook talloze werken van bekende Nederlandse auteurs als Johan Huizinga, F. Bordewijk, Harry Mulisch, Jan Wolkers, Louis Couperus en anderen vertaald. Adam Bžoch vertaalt uitsluitend werken van Nederlandse auteurs, geen Vlaamse auteurs ("om persoonlijke redenen"), maar hij maakte een uitzondering toen hij het boek Kaas van de Vlaamse schrijver Willem Elsschot vertaalde, een schrijver wiens thema's en genres dichter tegen de Noord-Nederlandse dan tegen de Vlaamse auteurs aanleunen.

## Vertalingen uit het Nederlands
- 1993 – Dve ženy (Harry Mulisch - Twee vrouwen)
- 1995 – Nasledujúci príbeh (Cees Noteboom - Het volgende verhaal)
- 1996 – Denník Anny Frankovej (Otto H. Frank (ed.), Mirjam Pressler (ed.) - Het Achterhuis)
- 1999 – V holandských horách (Cees Noteboom - In de Bergen van Nederland)
- 2001 – Nebezpečná známosť alebo daalenberské listy (Hella S. Haasse - Een gevaarlijke verhouding, of daal-en-bergse brieven)
- 2002 – Kultúra a kríza (Johan Huizinga - In de schaduwen van morgen. Nationalisme en partiottisme. Geschonden wereld)
- 2003 – Charakter (F. Bordewijk - Karakter)
- 2003 – Quissama (F. Springer - Quissama)
- 2005 – Žabiak a cudzinec (Max Velthuijs - Kikker en de vreemdeling)
- 2005 – Jé, jé, jé (Kaat Vrancken - Hannah, kom je dansen?)
- 2006 – Denník  Anny Frankovej, 2. vydanie (Anne Frank - Het Achterhuis, tweede editie)
- 2006 – Objavenie neba (Harry Mulisch - De ontdekking van de hemel)
- 2006 – Zakázaná ríša (Jan Jacob Slauerhoff - Het verboden rijk)
- 2008 – Psyché  (Louis Couperus - Psyche)
- 2008 – Večery (Gerard Reve - De avonden)
- 2008 – Chlapec s husľami (Thomas Rosenboom - De jongen met de viool)
- 2009 – Vyžierač,Titankovia, Malý básnik, Mene tekel (Nescio - De Uitvreter, Titaantjes, Dichtertje, Mene Tekel)
- 2009 – Dom pri mešite (Kader Abdolah - Het huis van de moskee)
- 2010 – Spoveď z pozostalosti (Marcellus Emants - Een nagelaten betekenis)
- 2010 – Stratený raj (Cees Noteboom - Paradijs verloren)
- 2011 – Kultúra Nizozemska v 17. storočí (Johan Huizinga - Nederland's beschaving in de zeventiende eeuw. Een schets)
- 2011 – Turecký med (Jan Wolkers - Turks fruit)
- 2012 – Syr (Willem Ellschot - Kaas)
- 2012 – Awater (Martinus Nijhoff - Awater)
- 2012 – Verejné práce (Tomas Rosenboom - Publieke Werken)
- 2013 – Pena a popol (Jan Jacob Slauerhoff - Schuim en asch)
- 2014 – Eseje (Menno ter Braak - Essays)
- 2014 – Veľké mlčanie (Erik Menkveld - Het grote zwijgen)
- 2015 – Malý Johannes (Frederik van Eeden - De kleine Johannes)
- 2015 – Špinuška (Annie M. G. Schmidt, Fiep Westendorp - Floddertje)
- 2015 - Denník Anny Frankovej, 3. vydanie (Otto H. Frank (ed.), Mirjam Pressler (ed.) - Het Achterhuis, derde editie)
- 2016 – Kultúrnohistorické eseje (Johan Huizinga - Cultuurhistorische verkenningen)
- 2017 – Modrá ako noc (Simone van der Vlugt - Nachtblauw)
- 2017 – Drevo (Jeroen Brouwers - Het hout)
- 2017 – Tajný denník Hendrika Groena (Hendrik Groen - Het geheime dagboek van Hendrik Groen)

## Prijzen en onderscheidingen
- 1997: Ján Hollý-vertaalprijs voor de vertaling van Het Achterhuis (Otto H. Frank en Mirjam Pressler, Slovart)
- 2006: prijs van het Nederlands Literair Productie-en Vertalingenfonds in Utrecht voor zijn gehele vertaalprestatie
- 2008: Ridder in de Orde Oranje-Nassau (uitgereikt door de ambassadeur van het Koninkrijk der Nederlanden in Slowakije, Rob Swartbol, namens de toenmalige Nederlandse koningin Beatrix)

Hij ontving ook drie literaire prijzen van het Literair Fonds - in 2002 voor de vertaling van het werk In de schaduwen van morgen. Nationalisme en patriottisme. Geschonden wereld. (Huizinga), in 2006 voor de vertaling van De Ontdekking van de hemel (Mulisch, Slovart) en in 2001 voor de vertaling van Turks fruit (Wolkers, Slovart).

## Bron
Dit artikel of een eerdere versie ervan is een (gedeeltelijke) vertaling van het artikel Adam Bžoch op de Slowaakstalige Wikipedia, dat onder de licentie Creative Commons Naamsvermelding/Gelijk delen valt. Zie de bewerkingsgeschiedenis aldaar.